# Caudalie (entreprise)
Pour les articles homonymes, voir Caudalie (homonymie).
Caudalie est une entreprise française de cosmétiques spécialisée dans la vinothérapie. Elle s'est par la suite diversifiée dans les spas et les séjours à base de vinothérapie

## Historique
L'entreprise Caudalie tire son nom de l'unité de mesure homonyme, la caudalie, utilisée en œnologie, qui désigne l’unité de mesure de la durée en bouche des arômes du vin après dégustation.
En 1993, lors des vendanges du Château Smith Haut Lafitte, Bertrand et Mathilde Thomas rencontrent le professeur Joseph Vercauteren, chercheur à la Faculté de Pharmacie de Bordeaux, et son équipe de chercheurs. Le professeur Vercauteren leur fait alors part d'une de ses découvertes, selon laquelle les polyphénols sont efficaces contre le vieillissement des cellules.
En 1995, Mathilde et Bertrand Thomas lancent alors Caudalie en développant une gamme de trois soins contenant des polyphénols de pépins de raisin stabilisés et aux vertus anti-âge.
En 2001, Caudalie devient la marque pionnière du resvératrol. Un cep de vigne peut vivre 100 ans, car la vigne produit naturellement du resvératrol pour se défendre et se régénérer. Caudalie a donc été la première marque à breveter cet actif naturel aux propriétés raffermissantes et anti-âge.[réf. souhaitée]
En 2005, grâce aux recherches du professeur Joseph Vercauteren, Caudalie a breveté la viniférine à sa marque, molécule responsable de vertus illuminatrices. 
En 2015, elle dépose un nouveau brevet associant le resvératrol à l'acide hyaluronique. C'est ainsi qu'est lancée la nouvelle gamme anti-âge fermeté « Resvératrol Lift ».
En 2018, elle ouvre son nouveau laboratoire de formulation naturelle ainsi qu'un nouveau centre logistique éco-conçu à Gidy, près d'Orléans.
En 2018, Dr David Sinclair de Harvard Medical School à Boston, connu pour ses travaux sur la longévité, accepte de travailler conjointement avec Caudalie pour breveter une nouvelle molécule contre le vieillissement cutané. Ce nouveau brevet Vinergy se trouve dans le Sérum Premier Cru. Mathilde Thomas recevra la légion d'honneur des mains du Premier Ministre pour son parcours d'entrepreneur et sa démarche engagée la même année.
En 2019, Caudalie lance une nouvelle génération de soins solaires éco-responsables et soutient Coral Guardian pour la plantation de coraux en Indonésie.
En 2020, Caudalie en partenariat avec la Harvard Medical School, donne naissance à un brevet, associant le Resvératrol et l’acide hyaluronique à un booster de collagène vegan.

## Laboratoire et recherche
Caudalie a son propre laboratoire de formulation naturelle situé à Gidy et travaille en collaboration avec la Harvard Medical School et le docteur David Sinclair pour le dépôt de brevet contre le vieillissement cutané.
L'entreprise suit une charte de formulation stricte, la « Cosm-éthique » et bannit notamment l'utilisation de phtalates, du phénoxyéthanol, des huiles minérales, des parabènes, des sulfates, des colorants de synthèse et des ingrédients d'origine animale.

## Distribution
Les produits Caudalie sont distribués dans plus de 27 pays.
La marque est distribuée dans plus 40 boutiques-spas, 11 000 pharmacies et 1000 magasins de la chaîne Sephora à travers le monde,.

## Engagement écologique
Depuis 2012, Caudalie est membre de l'association mondiale 1% for the Planet et reverse ainsi 1 % de son chiffre d'affaires mondial à des associations pour la protection de l'environnement,. La marque continue néanmoins à vendre beaucoup de ses produits dans des contenants en plastique, une famille de matériaux connus pour détériorer fortement des environnements divers.